# Xã Banks, Quận Indiana, Pennsylvania
Xã Banks (tiếng Anh: Banks Township) là một xã thuộc quận Indiana, tiểu bang Pennsylvania, Hoa Kỳ. Năm 2010, dân số của xã này là 1.018 người.